# HârnMaster
Pour les articles homonymes, voir Harn.

HârnMaster est un jeu de rôle médiéval-fantastique, développé pour le monde de Hârn (ou HârnWorld), un monde avec un côté très réaliste dans un univers très détaillé basé sur l'Angleterre du Moyen Âge.

## Histoire éditoriale
Créé en 1986 par N. Robin Crossby, le jeu, alors édité par Columbia Games, a connu trois édition, la dernière en 2003 par Kelestia Productions
Le 23 avril 2018, le Grümph annonce un projet de publication en français sous le label Chibi, traduit par ses soins et par Batronoban,.

## Description
Les produits HârnWorld décrivent le monde de Hârn sans faire référence à HârnMaster, et peuvent donc être utilisées avec tout autre jeu de rôle.
Le système de combat de HârnMaster est extrêmement détaillé, il permet de faire des batailles très réalistes dans les capacités de combat des personnages tout en restant dans un monde fantastique.